# Tumegl/Tomils
Tumegl/Tomils (rätoromanisch Tumegl, deutsch und bis 1943 offiziell Tomils) ist ein Dorf in der politischen Gemeinde Domleschg in der Region Viamala des Kantons Graubünden in der Schweiz. Die ehemalige politische Gemeinde Tumegl/Tomils bildete von 2009 bis 2014 mit Feldis/Veulden, Scheid und Trans  die Gemeinde Tomils und ist seit 2015 Teil der neuen Gemeinde Domleschg.

## Geographie

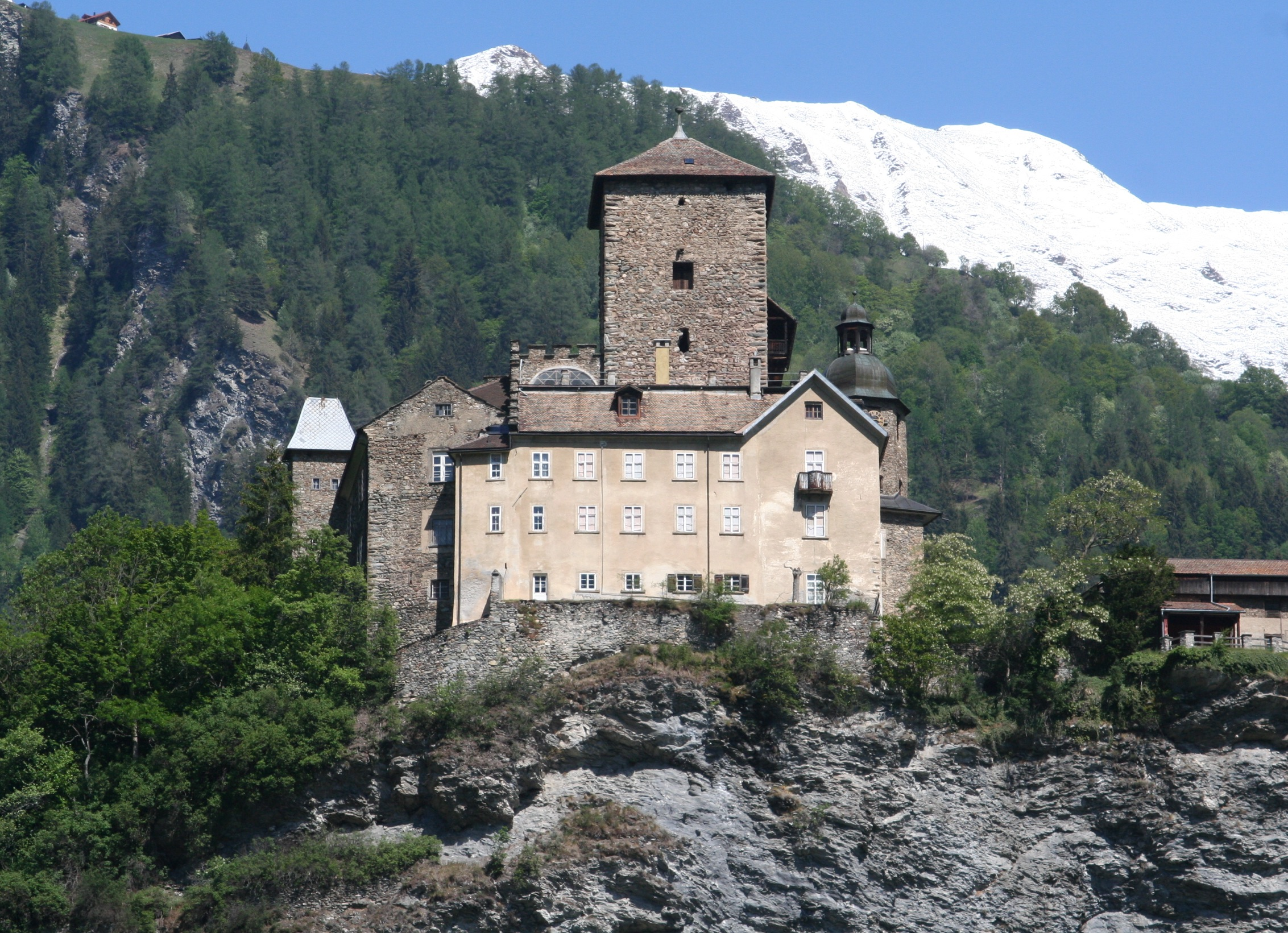
Schloss Ortenstein

Die ehemalige Gemeinde liegt am westlichen Abhang der Stätzerhornkette im Domleschg. Sie reichte vom Hinterrhein auf 620 m bis hinauf auf 1200 m und umfasste das Dorf Tumegl/Tomils (801 m), Schloss Ortenstein (754 m), die Weiler Mulegns (682 m), Rofna (901 m) und Mos (1014 m). Nachbargemeinden waren Rothenbrunnen, Scheid, Trans, Paspels und Cazis. Vom gesamten früheren Gemeindegebiet von 320 ha waren 179 ha bewaldet und 16 ha unproduktive Fläche. Immerhin 109 ha konnten landwirtschaftlich genutzt werden. Die restlichen 16 ha waren Siedlungsfläche.

## Geschichte
Grabungen auf dem Kirchhügel in den Jahren 1965/1966 zeitigten Funde wie Keramikreste und den Schaft einer Bronzenadel sowie eine dunkle Erdschicht, die eine bronzezeitliche Besiedelung vermuten lässt.
Der Ort wurde 1141 als in Tumillis erwähnt und ist namengebend für das Domleschg geworden. Domleschg ist die Ableitung vom alten Wort «tumiliasca», welches vermutlich auf das lateinische «tumba» (Hügel) zurückgeht und Hügellandschaft bedeutet.

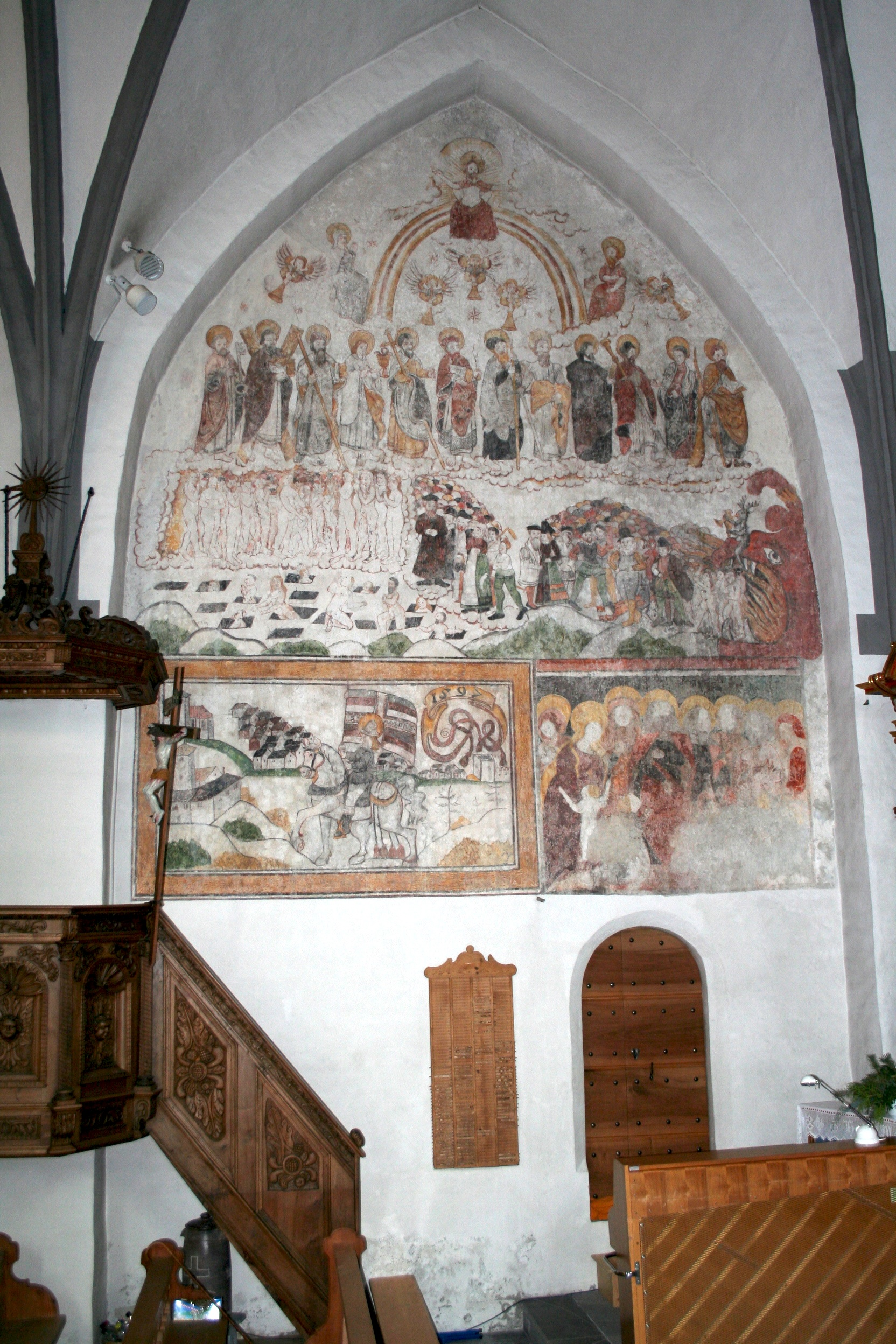
Katholische Kirche: Wandmalerei von Hans Ardüser (1597)

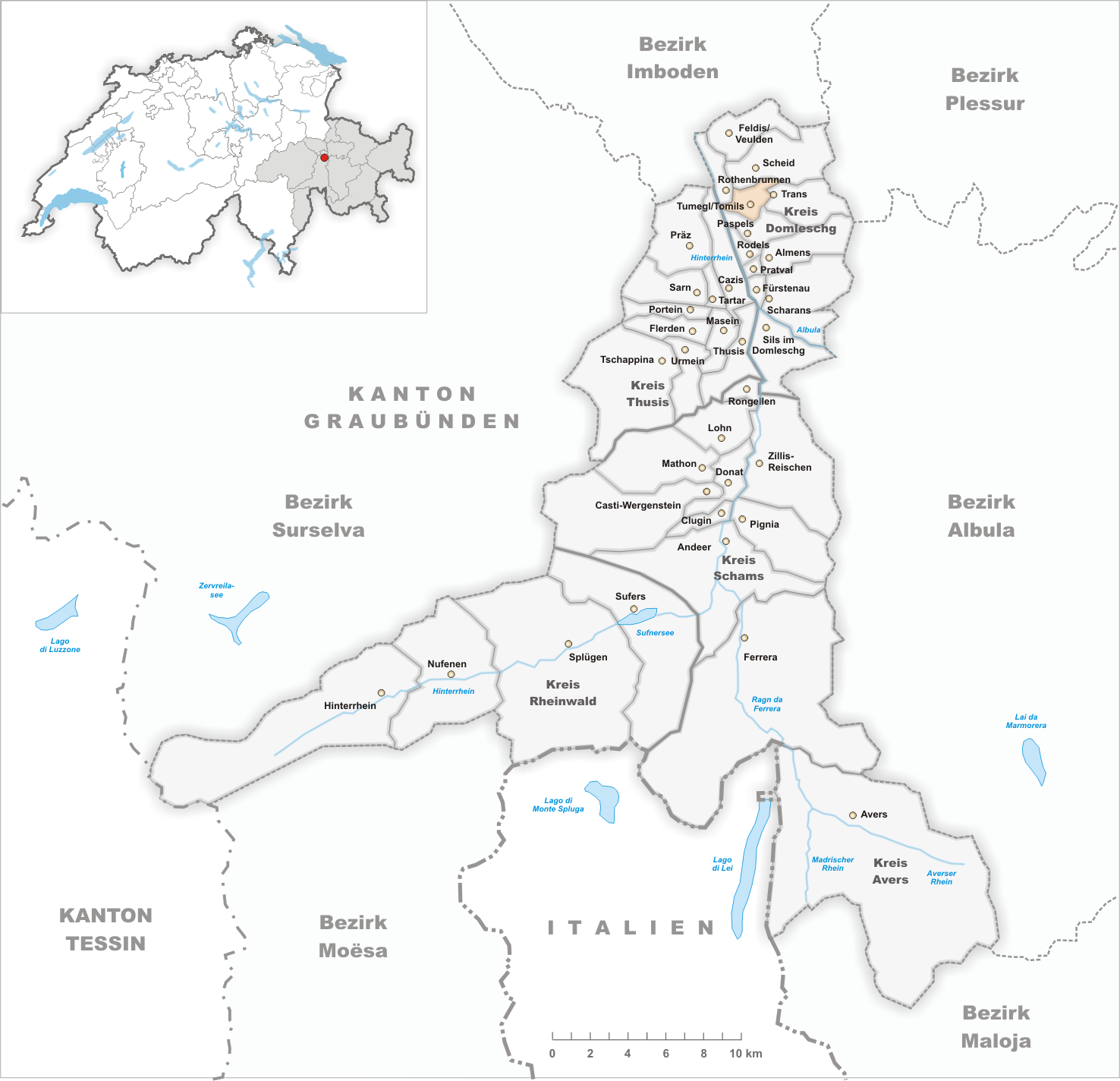
Gemeindestand vor der Fusion am 1. Januar 2009

Luftbild von Werner Friedli (1947)

Tumegl/Tomils war in fränkischer Zeit Königshof. Mit der um 1250 errichteten, 1309 erwähnten Feste Ortenstein unterhalb Tumegl/Tomils, dem Sitz der Lehensträger, bildete er den Kern der Ausserdomleschger Territorialhoheit. 1527 wurden die Herrschaftsrechte an die Gerichtsgemeinde Ortenstein und der bis 1851 zu dieser zählenden Nachbarschaft Tumegl/Tomils verkauft.
Kirchlich gehörte Tumegl/Tomils bis ins Spätmittelalter zu St. Lorenz bei Paspels. Ein Vorgängerbau der 1398 als Pfarrkirche bezeugten Kirche St. Mauritius, heute eine Ruine am Dorfrand, geht auf das 6. oder 7. Jahrhundert zurück, ein zweiter auf die karolingische Zeit. Die Pfarrkirche St. Mariä Krönung wird 1474 genannt; geweiht wurde sie 1486. Eine reformierte Minderheit konnte sich in Tumegl/Tomils nicht halten. 1596 nahmen die Ausserdomleschger Dörfer die Ausscheidung ihres jeweiligen Gemeindebannes vor.
Während langer Zeit war die Siedlung mit anderen Nachbarschaften Teil der Gerichtsgemeinde Ortenstein. Der Tomilser Handel 1766 führte 1788 zur Aufteilung der Gerichtsgemeinde Ortenstein in die beiden Halbgerichte im Berg und im Boden. Um 1848 erfolgte die Abtrennung von Rothenbrunnen.
Um 1900 war Tumegl/Tomils eine reine Bauerngemeinde. Das milde Klima und die fruchtbaren Böden ermöglichten eine, wenn auch bescheidene Selbstversorgung. 1929 kaufte Tumegl/Tomils die auf dem Gebiet der ehemaligen Gemeinde Bivio nahe dem Julierpass gelegene Alp Surgonda. Im Jahre 1926 lebten 41 Bauern von der Landwirtschaft, heute sind es nur noch Einzelne. Das Land wir vor allem von Pächtern aus dem Nachbardorf Scheid genutzt.
Bis 2008 war Tumegl/Tomils eine eigene politische Gemeinde, 2009 wurde sie ein Teil von Tomils.

## Wappen
| | Blasonierung: «In Blau über einem siebenstrahligen goldenen (gelben) Stern eine goldene Krone.» |
| Das Gemeindesiegel aus dem 19. Jahrhundert zeigt eine Marienkrönung. Für das Wappen wurde das Siegelbild auf die Symbole Stern und Krone reduziert. |                                                                                                 |

## Bevölkerung
| Bevölkerungsentwicklung | Bevölkerungsentwicklung | Bevölkerungsentwicklung | Bevölkerungsentwicklung | Bevölkerungsentwicklung | Bevölkerungsentwicklung | Bevölkerungsentwicklung | Bevölkerungsentwicklung | Bevölkerungsentwicklung | Bevölkerungsentwicklung | Bevölkerungsentwicklung |
| ----------------------- | ----------------------- | ----------------------- | ----------------------- | ----------------------- | ----------------------- | ----------------------- | ----------------------- | ----------------------- | ----------------------- | ----------------------- |
| Jahr                    | 1803                    | 1850                    | 1900                    | 1950                    | 1980                    | 1990                    | 2000                    | 2005                    | 2008                    | 2021                    |
| Einwohner               | 202                     | 226                     | 233                     | 266                     | 217                     | 260                     | 321                     | 355                     | 376                     | 511                     |

### Sprachen
Ursprünglich sprachen die Bewohner der Gemeinde Sutselvisch, eine bündnerromanische Mundart. 1880 gaben 87 % und 1910 73 % Romanisch als ihre Hauptsprache an. Der Niedergang der ursprünglichen Sprache setzte sich bis heute fort. 1941 waren noch 59 % romanischsprachig. Danach kippte die Gemeinde allmählich zum Deutschen. Seit 1970 sind die Deutschsprachigen in der Mehrheit, und Romanisch verliert in grossem Umfang immer mehr an Boden. Die Entwicklung seit 1980 zeigt folgende Tabelle:
| Sprachen in Tumegl/Tomils |                   |                   |                   |                   |                   |                   |
| Sprachen                  | Volkszählung 1980 | Volkszählung 1980 | Volkszählung 1990 | Volkszählung 1990 | Volkszählung 2000 | Volkszählung 2000 |
| Sprachen                  | Anzahl            | Anteil            | Anzahl            | Anteil            | Anzahl            | Anteil            |
| Deutsch                   | 169               | 77,88 %           | 228               | 87,69 %           | 293               | 91,28 %           |
| Rätoromanisch             | 35                | 16,13 %           | 17                | 6,54 %            | 13                | 4,05 %            |
| Einwohner                 | 217               | 100 %             | 260               | 100 %             | 321               | 100 %             |

### Herkunft und Nationalität
Von den Ende 2005 355 Bewohnern waren 337 (= 95 %) Schweizer Staatsangehörige.

## Sehenswürdigkeiten
- Unterhalb des Dorfes liegt das Schloss Ortenstein. Es ist in Privatbesitz und kann nicht besichtigt werden.
- In der katholischen Pfarrkirche Mariä Krönung findet sich die grösste zusammenhängende Wandmalerei von Hans Ardüser.[4]
- Oberhalb des Dorfes fanden sich Ruinen eines frühmittelalterlichen  Kirchengebäudes Sogn Murezi.